# Region Maritime
Maritime ist eine Region Togos mit der Hauptstadt Lomé.

## Geographie
Die Region liegt im Süden des Landes und grenzt im Norden an die Region Plateaux, im Süden an den Atlantik, im Westen an Ghana und im Osten an Benin.

## Verwaltungsgliederung
Maritime unterteilt sich in die Präfekturen Ave, Golfe, Lacs, Vo, Yoto, Zio und die Stadt Lomé.
- Ave (W, Verwaltungssitz: Kévé)
- Zio (NW, Verwaltungssitz: Tsévié)
- Yoto (NO, Verwaltungssitz: Tabligbo)
- Lacs (SO, Verwaltungssitz: Aného)
- Vo (Zentral, Verwaltungssitz: Vogan)
- Golfe (SW, Verwaltungssitz: Lomé)
- Lomé (Kommune)